# Antanas Tenys
Antanas Tenys (* 1. Januar 1955 in Geidžiai bei Mažeikiai) ist ein litauischer Politiker, seit 2011 Bürgermeister der Rajongemeinde Mažeikiai.

## Leben
Nach dem Abitur an der Mittelschule absolvierte Antanas Tenys von 1979 bis 1984 das Diplomstudium an der Lietuvos žemės ūkio akademija in Kaunas und wurde Ingenieur. 1974–1984 arbeitete er im Kolchos in Leckava als Mechaniker.
1984–1993 leitete Antanas Tenys eine Wirtschaftseinheit in Auksūdis.
1993–2011 war er Landbauer und leitete das Unternehmen UAB „Taulidas“ als Direktor.
Ab 1990 war er Deputat im Rat des Rajons Mažeikiai. Seit 2011 ist er  Bürgermeister der Rajongemeinde Mažeikiai.
Ab 1990 war Tenys Mitglied von Lietuvos demokratinė darbo partija. Seit 2001 ist er Mitglied von Lietuvos socialdemokratų partija.

## Familie
Tenys ist verheiratet. Mit Frau Loreta hat er die Tochter Jurgita und den Sohn Antanas.